# Право на ефективний засіб правового захисту
Право на ефективний засіб правового захисту — це право особи, чиї права людини були порушені, на судовий захист. Такий засіб правового захисту має бути доступним, обов'язковим, здатним притягнути винних до відповідальності, забезпечити належне відшкодування та запобігти подальшим порушенням прав особи. Право на ефективний засіб правового захисту гарантує людині можливість звертатися за захистом безпосередньо до держави, а не через міжнародний процес. Це практичний засіб захисту прав людини на державному рівні і вимагає від держави захисту прав людини не тільки де-юре, але й на практиці в окремих випадках. Право на ефективний засіб правового захисту загальновизнано як право людини в міжнародних документах з прав людини.
Право на ефективний засіб правового захисту виражено в статті 8 Загальної декларації прав людини, статті 2 Міжнародного пакту про громадянські та політичні права, статті 13 Європейської конвенції з прав людини та статті 47 Хартії Європейського Союзу про Основні права.

## Особи, які шукають притулку
Право на ефективний засіб юридичного захисту було застосовано у справах шукачів притулку, в яких право було заборонено державі депортувати шукача притулку до розгляду заяви шукача про надання притулку, і що після відмови у проханні про надання притулку заявник повинен мати практичну можливість подати апеляцію, отримавши достатній час і доступ до юридичного представництва. Суди, як правило, не встановлювали, що держава має надавати адвоката, навіть якщо шукач притулку не може його собі дозволити, за умови, що адвокат не потрібен для доступу до ефективного засобу правового захисту. Суди встановили, що надмірно формальний процес може порушувати право на ефективний засіб правового захисту, особливо якщо не надається адвокат.

## Європейський Союз
У праві Європейського Союзу право на ефективний засіб правового захисту поширюється не лише на права людини, а на всі права, передбачені законодавством ЄС, які застосовуються в судах держав-членів.

## Тортури
Комітет ООН з прав людини заявив, що у випадках катувань право на ефективний засіб правового захисту вимагає від держав розслідування заяв про катування, переслідування винних, надання компенсації жертвам і запобігання повторенню подібних порушень. Принцип права на ефективний засіб правового захисту виражено в статті 14 Конвенції ООН проти катувань.

## Подальше читання
- Paust, Jordan J. (2009). Civil Liability of Bush, Cheney, et al., for Torture, Cruel, Inhuman, and Degrading Treatment and Forced Disappearance. Case Western Reserve Journal of International Law. 42 (1): 359. ISSN 0008-7254.
- Starr, Sonja B. (2008). Rethinking Effective Remedies: Remedial Deterrence in International Courts (PDF). New York University Law Review. 83: 693.